# Pycnopodiidae
Famille
Les Pycnopodiidae sont une famille d'étoiles de mer (Asteroidea), de l'ordre des Forcipulatida.

## Liste des genres
Selon World Register of Marine Species (24 mars 2014) :
- genre Lysastrosoma Fisher, 1922
  - espèce Lysastrosoma anthosticta Fisher, 1922 -- Pacifique nord (Japon et région)
- genre Pycnopodia Stimpson, 1862
  - espèce Pycnopodia helianthoides (Brandt, 1835) -- Côte ouest de l'Amérique du Nord (USA et Canada)